# ANZ Centre
Das ANZ Centre ist ein Hochhaus in der neuseeländischen Stadt Auckland. Das 143 Meter hohe Gebäude wurde 1991 eröffnet und war bis 1997 das höchste Gebäude Neuseelands.

## Hintergrund
Zwischen 1989 und 1991 wurde das Bürogebäude errichtet, das aufgrund des ersten Eigentümers zunächst als Robert Jones Tower bekannt wurde. Mit 143 Metern Höhe überragte das Hochhaus das bisher höchste Gebäude der Stadt, das erst im Vorjahr fertiggestellte Hotelgebäude der Kette Crowne Plaza, um 33 Meter. Rund um die Übernahme entspann sich ein Rechtsstreit zwischen dem Bauunternehmen Benjamin Developments und Robert Jones Pacific.
Später bezog die neuseeländische Firma des globalen Coopers-&-Lybrand-Netzwerks den Turm, der entsprechend zeitweise als Coopers & Lybrand Tower bezeichnet wurde. 1999 verlor das Gebäude seinen Status als höchstes Haus sowohl der Stadt als auch des Landes, als das Wohngebäude Metropolis eröffnet wurde. Bereits 1997 war mit der Errichtung des Sky Towers, dem 328 Metern hohen Fernsehturm, ein (deutlich) höheres Gebäude fertiggestellt worden. Nach der Fusion zu PricewaterhouseCoopers bezog das Unternehmen 2002 den neu erstellten PricewaterhouseCoopers Tower.
Mittlerweile ist die ANZ Bank New Zealand Hauptmieter und damit auch Namensgeber, das Unternehmen nutzt 22 der 30 Stockwerke des Gebäudes.